# 克劳德 (得克萨斯州)
克劳德（Claude）位于美国得克萨斯州北部，是阿姆斯特朗县的县治所在，面积4.4平方公里。根据美国2000年人口普查，共有1,313人，其中白人占95.96%。